# Benedykt III
Benedykt III (ur. w Rzymie, zm. 17 kwietnia 858) – 104. papież w okresie od 29 września 855 do 17 kwietnia 858.

## Życiorys
Benedykt III był Rzymianinem, synem Piotra.
Po śmierci Leona IV padł wybór na kardynała prezbitera Hadriana, ale on wyboru nie przyjął. W drugim podejściu wybór padł na kardynała-prezbitera od św. Kaliksta Benedykta. Jednak stronnictwo cesarskie, dokonało elekcji ekskomunikowanego kardynała Anastazego Bibliotekarza. Udał się on po wsparcie do współcesarza Ludwika II i powrócił do Rzymu z posłańcami cesarskimi którzy razem z Krescencjuszami uwięzili Benedykta III. Antypapież musiał jednak ustąpić gdyż cesarz przekonał się, że papieża Benedykta III popiera duchowieństwo.
W dniu konsekracji Benedykta III zmarł Lotar I, więc papież podjął próby rozwiązania konfliktu pomiędzy jego spadkobiercami: Lotarem II, Ludwikiem II i Karolem Łysym. Poparł postanowienia synodu z Soissons z 853 roku.
Papież Benedykt III odrestaurował bazylikę św. Pawła za Murami, cmentarz św. Marka oraz zrekonstruował baptysterium w bazylice Matki Bożej Większej. Papież Benedykt III zmarł nagle w Rzymie i pochowano go w bazylice św. Piotra.